# Campeonato Europeu de Ciclismo em Estrada de 2019
O IV Campeonato Europeu de Ciclismo em Estrada realizou-se em Alkmaar (Países Baixos) entre 7 e 11 de agosto de 2019, baixo a organização da União Europeia de Ciclismo (UEC) e a Real Federação Neerlandesa de Ciclismo.
O campeonato constou de carreiras nas especialidades de contrarrelógio e de estrada, nas divisões elite masculino, elite feminino, feminino sub-23 e masculino sub-23; ademais disputou-se uma carreira por relevos mistos. Ao todo outorgaram-se nove títulos de campeão europeu.

## Programa
| Dia          | Evento                          | Trajecto | Distancia (km) | Ganhador                             |
| ------------ | ------------------------------- | -------- | -------------- | ------------------------------------ |
| 7 de agosto  | Relevos mistos                  | Alkmaar  | 44,8           | Países Baixos                        |
| 8 de agosto  | Contrarrelógio sub-23 feminina  | Alkmaar  | 22,4           | Hannah Ludwig · ( Alemanha)          |
| 8 de agosto  | Contrarrelógio sub-23 masculina | Alkmaar  | 22,4           | Johan Price-Pejtersen · ( Dinamarca) |
| 8 de agosto  | Contrarrelógio feminina         | Alkmaar  | 22,4           | Ellen van Dijk · ( Países Baixos)    |
| 8 de agosto  | Contrarrelógio masculina        | Alkmaar  | 22,4           | Remco Evenepoel · ( Bélgica)         |
| 9 de agosto  | Estrada sub-23 feminina         | Alkmaar  | 92,5           | Letizia Paternoster · ( Itália)      |
| 10 de agosto | Estrada sub-23 masculina        | Alkmaar  | 138,0          | Alberto Dainese · ( Itália)          |
| 10 de agosto | Estrada feminina                | Alkmaar  | 115,0          | Amy Pieters · ( Países Baixos)       |
| 11 de agosto | Estrada masculina               | Alkmaar  | 172,6          | Elia Viviani · ( Itália)             |

1. ↑  Circuito de 11,5 km – 8 voltas.
2. ↑  Circuito de 11,5 km – 12 voltas.
3. ↑  Circuito de 11,5 km – 10 voltas.
4. ↑  Estrada de 46,16 km + circuito de 11,5 km – 11 voltas.

## Resultados

### Masculino
- Contrarrelógio individual

| Posto  | Ciclista        | País      | Tempo    |
| ------ | --------------- | --------- | -------- |
| Ouro   | Remco Evenepoel | Bélgica   | 24:55,19 |
| Prata  | Kasper Asgreen  | Dinamarca | 25:13,57 |
| Bronze | Edoardo Affini  | Itália    | 25:16,00 |

- Estrada

| Posto  | Ciclista         | País     | Tempo   |
| ------ | ---------------- | -------- | ------- |
| Ouro   | Elia Viviani     | Itália   | 3:30:52 |
| Prata  | Yves Lampaert    | Bélgica  | 3:30:53 |
| Bronze | Pascal Ackermann | Alemanha | 3:31:01 |

### Feminino
- Contrarrelógio individual

| Posto  | Ciclista       | País          | Tempo    |
| ------ | -------------- | ------------- | -------- |
| Ouro   | Ellen van Dijk | Países Baixos | 28:07,73 |
| Prata  | Lisa Klein     | Alemanha      | 28:37,10 |
| Bronze | Lucinda Brand  | Países Baixos | 28:59,73 |

- Estrada

| Posto  | Ciclista       | País          | Tempo   |
| ------ | -------------- | ------------- | ------- |
| Ouro   | Amy Pieters    | Países Baixos | 2:56:02 |
| Prata  | Elena Cecchini | Itália        | 2:56:02 |
| Bronze | Lisa Klein     | Alemanha      | 2:56:02 |

### Masculino sub-23
- Contrarrelógio individual

| Posto  | Ciclista              | País      | Tempo    |
| ------ | --------------------- | --------- | -------- |
| Ouro   | Johan Price-Pejtersen | Dinamarca | 25:53,24 |
| Prata  | Mikkel Bjerg          | Dinamarca | 26:04,58 |
| Bronze | Stefan Bissegger      | Suíça     | 26:06,18 |

- Estrada

| Posto  | Ciclista        | País      | Tempo   |
| ------ | --------------- | --------- | ------- |
| Ouro   | Alberto Dainese | Itália    | 3:08:53 |
| Prata  | Niklas Larsen   | Dinamarca | 3:08:53 |
| Bronze | Rait Ärm        | Estónia   | 3:08:53 |

### Feminino sub-23
- Contrarrelógio individual

| Posto  | Ciclista            | País     | Tempo    |
| ------ | ------------------- | -------- | -------- |
| Ouro   | Hannah Ludwig       | Alemanha | 29:20,85 |
| Prata  | Mariya Novolodskaya | Rússia   | 28:58,37 |
| Bronze | Elena Pirrone       | Itália   | 29:59,96 |

- Estrada

| Posto  | Ciclista            | País          | Tempo   |
| ------ | ------------------- | ------------- | ------- |
| Ouro   | Letizia Paternoster | Itália        | 2:15:00 |
| Prata  | Marta Lach          | Polónia       | 2:15:00 |
| Bronze | Lonneke Uneken      | Países Baixos | 2:15:00 |

### Misto
- Contrarrelógio por relevos

| Posto  | Ciclistas                                                                                              | País          | Tempo |
| ------ | --- | ------------- | ----- |
| Ouro   | Koen Bouwman Bauke Mollema Ramon Sinkeldam Floortje Mackaij Riejanne Markus Amy Pieters                | Países Baixos | 52:49 |
| Prata  | Marco Mathis Jasha Sütterlin Justin Wolf Lisa Brennauer Lisa Klein Mieke Kröger                        | Alemanha      | 53:03 |
| Bronze | Edoardo Affini Manuele Boaro Davide Martinelli Vittoria Guazzini Elisa Longo Borghini Silvia Valsecchi | Itália        | 54:14 |

## Medalheiro
| 1 | Itália        | 3 | 1 | 3 | 7  |
| 2 | Países Baixos | 3 | 0 | 2 | 5  |
| 3 | Dinamarca     | 1 | 3 | 0 | 4  |
| 4 | Alemanha      | 1 | 2 | 2 | 5  |
| 5 | Bélgica       | 1 | 1 | 0 | 2  |
| 6 | Polónia       | 0 | 1 | 0 | 1  |
| 6 | Rússia        | 0 | 1 | 0 | 1  |
| 8 | Estónia       | 0 | 0 | 1 | 1  |
| 8 | Suíça         | 0 | 0 | 1 | 1  |
|   | TOTAL         | 9 | 9 | 9 | 27 |